# Грэм, Девонте
Девонте Террелл Грэм (англ. Devonte' Terrell Graham; род. 22 февраля 1995 года в Роли, Северная Каролина, США) — американский профессиональный баскетболист, выступающий за китайский клуб «Шанхай Шаркс». На студенческом уровне защищал цвета команды «Канзаса». Играет на позиции разыгрывающего защитника.

## Профессиональная карьера

### Шарлотт Хорнетс (2018—2021)
Грэм был задрафтован во 2-м раунде под общим 34-м номером на драфте НБА 2018 года командой «Атланта Хокс», после чего был обменян в «Шарлотт Хорнетс» на два выбора во втором раунде драфта. В первых трех матчах летней лиги за «Хорнетс» он набирал в среднем десять очков и шесть передач за игру, но пропустил остаток летней лиги из-за травмы колена.
Грэм дебютировал в НБА 22 октября 2018 года в матче против «Торонто Рэпторс», не набрав ни одного очка и сделав одну передачу за пять с половиной минут игры.
23 октября 2019 года Грэм набрал 23 очка, а также сделал восемь передач и четыре подбора в победе над «Чикаго Буллз». Грэм забросил шесть трехочковых, благодаря чему «Хорнетс» установили новый рекорд франшизы по количеству точных трехочковых бросков в одной игре.
11 декабря 2019 года Грэм набрал максимальные за карьеру 40 очков, сделал пять подборов и пять передач в победе над «Бруклин Нетс».
В июне 2021 года Грэм появился на Youtube-канале The Dodo в видеоролике о своей баскетбольной карьере и жизни со своей немецкой овчаркой с кличкой Шарлотта, названной в честь команды, за которую он играл.

### Нью-Орлеан Пеликанс (2021—2023)
7 августа 2021 года Грэм был обменян в «Нью-Орлеан Пеликанс».
15 декабря Грэм броском с 19 метров принес «Пеликанс» победу над «Оклахома-Сити Тандер» со счетом 113:110. Этот бросок стал самым дальним в НБА победным броском в истории лиги, побив победный бросок  Махмуда Абдул-Рауфа с 16,74 метров в 1992 году.

### Сан-Антонио Спёрс (2023—2024)
9 февраля 2023 года Грэм был обменян вместе с четырьмя драфт-пиками второго раунда в «Сан-Антонио Спёрс» на Джоша Ричардсона. Через день Грэм дебютировал в составе «Спёрс», набрав 31 очко, три подбора и три передачи в матче с «Детройт Пистонс». 31 очко Грэма стало самым большим количеством очков, набранных в дебютном матче за всю историю «Спёрс».
2 августа 2023 года НБА дисквалифицировала Грэма на два матча без сохранения зарплаты за вождение в нетрезвом виде. Игрок пропустит первые два матча регулярного чемпионата сезона 2023/24.
6 июля 2024 года Грэм был обменян обратно в «Шарлотт Хорнетс» вместе с будущим пиком второго раунда в обмен на свободное место, но сразу же был отчислен. 31 июля он подписал контракт с «Портленд Трэйл Блэйзерс», но был отчислен 17 октября после участия в двух предсезонных играх.

## Достижения
- Чемпион Универсиады: 2015

## Статистика

### Статистика в НБА
| Сезон                                                                                    | Команда     | Регулярный сезон | Регулярный сезон | Регулярный сезон | Регулярный сезон | Регулярный сезон | Регулярный сезон | Регулярный сезон | Регулярный сезон | Регулярный сезон | Регулярный сезон | Регулярный сезон | Серия плей-офф | Серия плей-офф | Серия плей-офф | Серия плей-офф | Серия плей-офф | Серия плей-офф | Серия плей-офф | Серия плей-офф | Серия плей-офф | Серия плей-офф | Серия плей-офф |
| Сезон                                                                                    | Команда     | GP               | GS               | MPG              | FG%              | 3P%              | FT%              | RPG              | APG              | SPG              | BPG              | PPG              | GP             | GS             | MPG            | FG%            | 3P%            | FT%            | RPG            | APG            | SPG            | BPG            | PPG            |
| ---------------------------------------------------------------------------------------- | ----------- | ---------------- | ---------------- | ---------------- | ---------------- | ---------------- | ---------------- | ---------------- | ---------------- | ---------------- | ---------------- | ---------------- | -------------- | -------------- | -------------- | -------------- | -------------- | -------------- | -------------- | -------------- | -------------- | -------------- | -------------- |
| 2018/19                                                                                  | Шарлотт     | 46               | 3                | 14,7             | 34,3             | 28,1             | 76,1             | 1,4              | 2,6              | 0,5              | 0,0              | 4,7              | Не участвовал  | Не участвовал  | Не участвовал  | Не участвовал  | Не участвовал  | Не участвовал  | Не участвовал  | Не участвовал  | Не участвовал  | Не участвовал  | Не участвовал  |
| 2019/20                                                                                  | Шарлотт     | 63               | 53               | 35,1             | 38,2             | 37,3             | 82,0             | 3,4              | 7,5              | 1,0              | 0,2              | 18,2             | Не участвовал  | Не участвовал  | Не участвовал  | Не участвовал  | Не участвовал  | Не участвовал  | Не участвовал  | Не участвовал  | Не участвовал  | Не участвовал  | Не участвовал  |
| 2020/21                                                                                  | Шарлотт     | 55               | 44               | 30,2             | 37,7             | 37,5             | 84,2             | 2,7              | 5,4              | 0,9              | 0,1              | 14,8             | Не участвовал  | Не участвовал  | Не участвовал  | Не участвовал  | Не участвовал  | Не участвовал  | Не участвовал  | Не участвовал  | Не участвовал  | Не участвовал  | Не участвовал  |
| 2021/22                                                                                  | Нью-Орлеан  | 76               | 63               | 28,4             | 36,3             | 34,1             | 84,3             | 2,3              | 4,2              | 0,9              | 0,2              | 11,9             | 6              | 0              | 10,0           | 33,3           | 35,7           | 87,5           | 1,5            | 0,7            | 0,2            | 0,2            | 4,0            |
| 2022/23                                                                                  | Нью-Орлеан  | 53               | 0                | 15,3             | 36,8             | 34,7             | 74,6             | 1,4              | 2,2              | 0,6              | 0,2              | 5,3              | Не участвовал  | Не участвовал  | Не участвовал  | Не участвовал  | Не участвовал  | Не участвовал  | Не участвовал  | Не участвовал  | Не участвовал  | Не участвовал  | Не участвовал  |
| 2022/23                                                                                  | Сан-Антонио | 20               | 8                | 26,4             | 38,0             | 35,8             | 75,0             | 2,5              | 4,0              | 0,8              | 0,3              | 13,0             | Не участвовал  | Не участвовал  | Не участвовал  | Не участвовал  | Не участвовал  | Не участвовал  | Не участвовал  | Не участвовал  | Не участвовал  | Не участвовал  | Не участвовал  |
| 2023/24                                                                                  | Сан-Антонио | 23               | 0                | 13,6             | 35,2             | 30,1             | 81,3             | 1,6              | 2,1              | 0,4              | 0,1              | 5,0              | Не участвовал  | Не участвовал  | Не участвовал  | Не участвовал  | Не участвовал  | Не участвовал  | Не участвовал  | Не участвовал  | Не участвовал  | Не участвовал  | Не участвовал  |
|                                                                                          | Всего       | 336              | 171              | 24,9             | 37,1             | 35,4             | 81,2             | 2,3              | 4,3              | 0,8              | 0,2              | 11,1             | 6              | 0              | 10,0           | 33,3           | 35,7           | 87,5           | 1,5            | 0,7            | 0,2            | 0,2            | 4,0            |
| Наведите курсор мыши на аббревиатуры в заголовке таблицы, чтобы прочесть их расшифровку. |             |                  |                  |                  |                  |                  |                  |                  |                  |                  |                  |                  |                |                |                |                |                |                |                |                |                |                |                |

### Статистика в Джи-Лиге
| Сезон                                                                                    | Команда         | Регулярный сезон | Регулярный сезон | Регулярный сезон | Регулярный сезон | Регулярный сезон | Регулярный сезон | Регулярный сезон | Регулярный сезон | Регулярный сезон | Регулярный сезон | Регулярный сезон | Серия плей-офф | Серия плей-офф | Серия плей-офф | Серия плей-офф | Серия плей-офф | Серия плей-офф | Серия плей-офф | Серия плей-офф | Серия плей-офф | Серия плей-офф | Серия плей-офф |
| Сезон                                                                                    | Команда         | GP               | GS               | MPG              | FG%              | 3P%              | FT%              | RPG              | APG              | SPG              | BPG              | PPG              | GP             | GS             | MPG            | FG%            | 3P%            | FT%            | RPG            | APG            | SPG            | BPG            | PPG            |
| ---------------------------------------------------------------------------------------- | --------------- | ---------------- | ---------------- | ---------------- | ---------------- | ---------------- | ---------------- | ---------------- | ---------------- | ---------------- | ---------------- | ---------------- | -------------- | -------------- | -------------- | -------------- | -------------- | -------------- | -------------- | -------------- | -------------- | -------------- | -------------- |
| 2018/19                                                                                  | Гринсборо Сворм | 13               | 13               | 34,0             | 43,7             | 38,3             | 79,3             | 4,6              | 4,9              | 1,5              | 0,0              | 23,3             | Не участвовал  | Не участвовал  | Не участвовал  | Не участвовал  | Не участвовал  | Не участвовал  | Не участвовал  | Не участвовал  | Не участвовал  | Не участвовал  | Не участвовал  |
|                                                                                          | Всего           | 13               | 13               | 34,0             | 43,7             | 38,3             | 79,3             | 4,6              | 4,9              | 1,5              | 0,0              | 23,3             | Не участвовал  | Не участвовал  | Не участвовал  | Не участвовал  | Не участвовал  | Не участвовал  | Не участвовал  | Не участвовал  | Не участвовал  | Не участвовал  | Не участвовал  |
| Наведите курсор мыши на аббревиатуры в заголовке таблицы, чтобы прочесть их расшифровку. |                 |                  |                  |                  |                  |                  |                  |                  |                  |                  |                  |                  |                |                |                |                |                |                |                |                |                |                |                |

### Статистика в NCAA
| Сезон | Команда | Conf   | Class | GP  | GS  | MPG  | FG%  | 3P%  | FT%  | RPG | APG | SPG | BPG | PPG  |
| --- | ------- | ------ | ----- | --- | --- | ---- | ---- | ---- | ---- | --- | --- | --- | --- | ---- |
| 2014/15 | Канзас  | Big 12 | FR    | 29  | 0   | 17,8 | 39,3 | 42,5 | 72,4 | 1,5 | 2,1 | 0,9 | 0,0 | 5,7  |
| 2015/16 | Канзас  | Big 12 | SO    | 38  | 36  | 32,6 | 46,0 | 44,1 | 74,4 | 3,3 | 3,7 | 1,4 | 0,1 | 11,3 |
| 2016/17 | Канзас  | Big 12 | JR    | 36  | 36  | 35,3 | 42,8 | 38,8 | 79,3 | 3,1 | 4,1 | 1,5 | 0,2 | 13,4 |
| 2017/18 | Канзас  | Big 12 | SR    | 39  | 39  | 37,8 | 40,0 | 40,6 | 82,7 | 4,0 | 7,2 | 1,6 | 0,1 | 17,3 |
| Всего | Всего   | Всего  | Всего | 142 | 111 | 31,7 | 42,2 | 40,9 | 78,7 | 3,1 | 4,5 | 1,4 | 0,1 | 12,3 |
| Наведите курсор мыши на аббревиатуры в заголовке таблицы, чтобы прочесть их расшифровку Статистика приведена с сайта sports-reference.com |         |        |       |     |     |      |      |      |      |     |     |     |     |      |